# Бонед Жиллот, Энрике
Энрике Бонед Жиллот (исп. Enrique Boned Guillot; 4 мая 1976, Мадрид, Испания), более известный под псевдонимом Кике (исп. Kike) — испанский игрок в мини-футбол.

## Биография
Кике начинал свою карьеру в испанских клубах «КЛМ Талавера» и «Валенсия Вихуса». С 2001 года он играет в составе клуба «Эль-Посо» из Мурсии и за это время четырежды выигрывал испанский чемпионат, трижды кубок, дважды суперкубок, а в сезоне 2003—04 стал обладателем Recopa Cup — неофициального европейского кубка обладателей кубков.
В 2000 и 2004 годах Кике становился чемпионом мира в составе испанской сборной. Именно его гол открыл счёт в финальном матче 2004 года, в котором испанцы победили итальянцев со счётом 2:1. Также он четырежды побеждал на европейских первенствах: в 2001, 2005, 2007 и 2010 годах.

## Достижения
- Чемпион мира по мини-футболу (2): 2000, 2004
- Серебряный призёр чемпионата мира по мини-футболу 2008
- Чемпион Европы по мини-футболу (4): 2001, 2005, 2007, 2010
- Бронзовый призёр чемпионата Европы по мини-футболу 2003
- Чемпионат Испании по мини-футболу (4): 2005-06, 2006-07, 2008-09, 2009-10
- Кубок Испании по мини-футболу (3): 2003, 2008, 2010
- Суперкубок Испании по мини-футболу (2): 2006, 2010
- Кубок обладателей кубков по мини-футболу 2003

Личные:
- Лучший игрок мира в мини-футбол 2009